# Hanul Trei Sarmale

Hanul Trei Sarmale.

Hanul Trei Sarmale a fost un vestit han turistic din municipiul Iași, aflat de-a lungul Șoselei Bucium. În seara zilei de 19 aprilie 2022 a fost dărâmat. În 2020, Primăria Iași a emis un certificat de urbanism pentru reabilitarea obiectivului Hanul „Trei Sarmale”, dar și extinderea acestuia cu un nou hotel. Proprietarul hanului, Marian Panainte, a precizat pentru BZI că noul hotel va avea 4 stele. Nu a pomenit nimic despre vânzarea proiectului.
Denumirea hanului provine de la faptul că trecătorii intrați în han erau serviți cu trei sarmale . Erau servite aici bucate alese și vinuri din Podgoria Bucium, dar și din alte podgorii.

## Istoric
Între documentele găsite la Biserica Armenească din Iași de către istoricul Nicolae Iorga, se află un act de judecată din perioada anilor 1675-1680 prin care doi negustori armeni ajunși în fața preotului-paroh dezbăteau tocmai arendășia hanului "Trei Sarmale" . În decursul timpului, hanul a trecut în posesia mai multor proprietari, iar din secolul al XVIII-lea el s-a aflat în stăpânirea Mănăstirii Socola.
Legea secularizării averilor mănăstirești, elaborată de domnitorul Alexandru Ioan Cuza în anul 1863, a scos hanul din stăpânirea Mănăstirii Socola, trecându-l în cea a Primăriei municipiului Iași. Conducerea urbei l-a vândut lui Anton Andriescu prin actul nr. 522 din 28 octombrie 1892, contra sumei de 2.505 lei. Acesta, la rândul său, l-a vândut în august 1919 fraților Teodor C. și Dumitru C. Luca . Frații Luca l-au extins și modernizat după 1930, cu plite, lumină electrică, frigări cu motoare, popicărie și alei de plimbare.
În anul 1948, hanul a fost naționalizat de către autoritățile comuniste ale României, iar Dumitru Luca, ultimul proprietar, a fost condamnat la 6 ani închisoare.
În anul 1969, clădirea a fost trecută în administrarea Oficiului Național de Turism (ONT), în acel moment hanul aflându-se în ruină. Nu exista instalație de iluminat, încălzirea era asigurată cu sobe și se impunea înlocuirea stâlpilor de susținere putrezi și a învelitorii de carton. ONT a investit sume importante în reabilitarea hanului , demolându-l în 1970 și reconstruindu-l la o dimensiune de trei ori mai mare decât cel anterior . Lucrările de renovare s-au efectuat după planurile arhitectului I. Costinescu, hanul redeschizându-și porțile în vara anului 1971.
După Revoluția din decembrie 1989, hanul a devenit proprietatea SC Turism Moldova SA. Urmașii ultimului proprietar au acționat în instanță societatea sus-amintită, cerând restituirea hanului .
În anul 1999, SC Turism Moldova SA a închiriat hanul lui Vasile Sârbu, patronul SC "M and Co.V. '93" SRL . Printr-o hotărâre judecătorească din 28 noiembrie 2005, Tribunalul Iași a stabilit punerea în posesia Magdei Chiosac și a lui Rodica și Grigore Luca (copiii lui Dumitru Luca) a Hanului "Trei Sarmale" și a terenului din jur, de 2.000 mp.
SC Turism Moldova SA (aflat în propprietatea omului de afaceri ieșean Dănuț Prisecariu) a înaintat recurs, luându-l ca avocat pe fostul ministru al justiției, Valeriu Stoica. Cu toate acestea, la 26 iunie 2007, judecătorii Curții de Apel Iași au respins recursul, hotărârea de retrocedare devenind definitivă și irevocabilă .
Pe pereții hanului sunt atârnate măști din cârpe și din lut, macrameuri, obiecte de artizanat.
Hanul este vestit prin faptul că a fost frecventat de-a lungul timpului de personalități ale epocii. Pragul hanului a fost trecut deseori de:
- Vasile Alecsandri - care amintește într-o scenă din "Sânziana și Pepelea" de la hotel, la Trei Sarmale
- Ion Creangă,
- Mihai Eminescu - care l-a caracterizat pe Dimitrie Petrino cu apelativul de Baron de trois sarmaux,
- Emanoil Bardasare - care l-a pictat într-un tablou din 1883,
- Octav Băncilă - care a imortalizat într-un tablou chipul hangiței Safta Dimitriu-Luca (tabloul se află astăzi la Pinacoteca din Iași) și a expus aici la 1 mai 1920 tabloul Muncitor frângând spada, motiv pentru care poliția a închis localul [9],
- Mihai Codreanu,
- Păstorel Teodoreanu.

De asemenea, în perioada interbelică, demonstrațiile muncitorești de 1 mai ajungeau până la Bucium, unde salutați în fața vechiului han de Constantin Ion Parhon și de alți militanți de stânga .

## Fotogalerie

Vedere din parcarea hanului
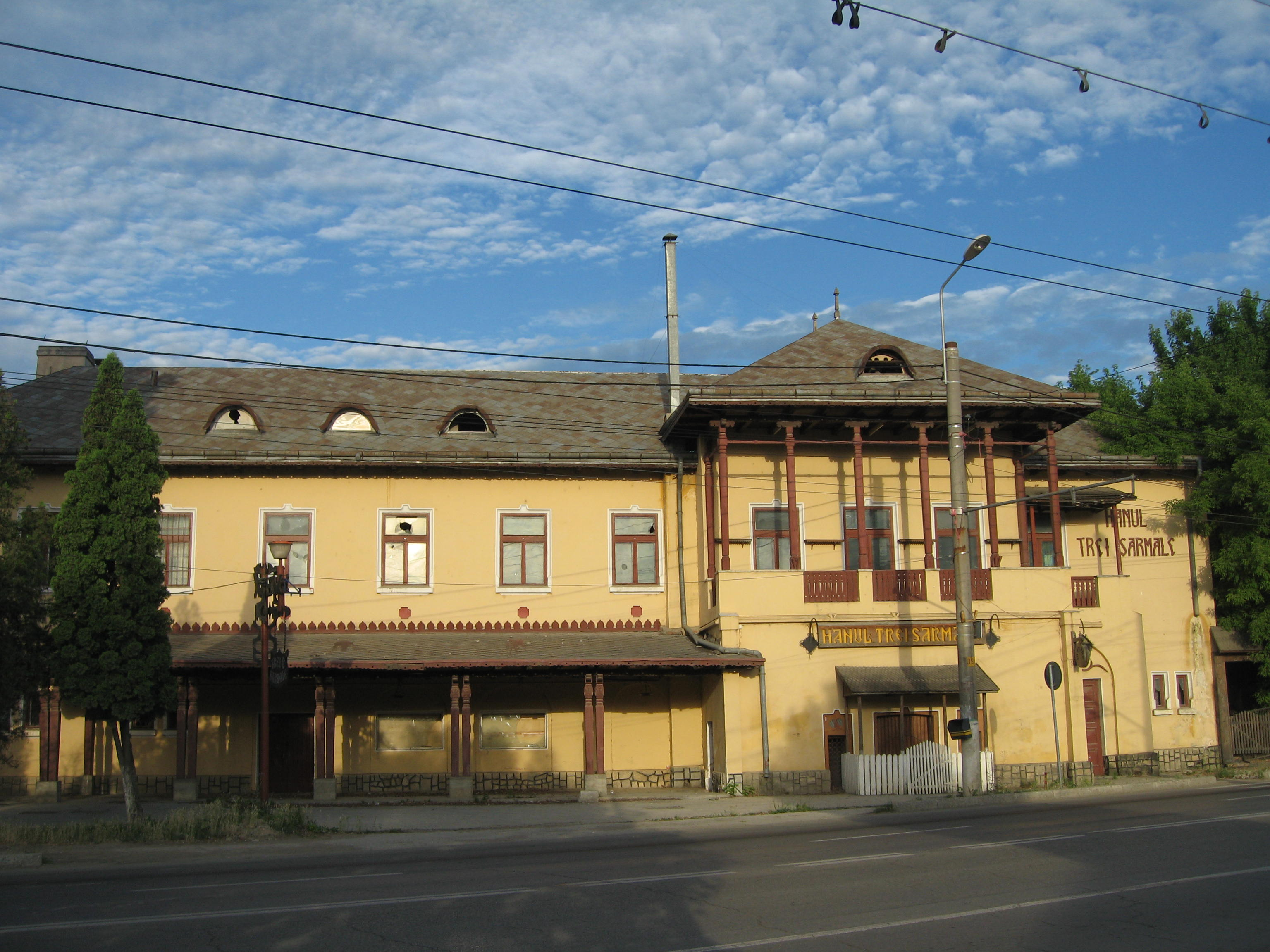
Vedere asupra iazului de pe terasă